# Xysticus grohi
Xysticus grohi là một loài nhện trong họ Thomisidae.
Loài này thuộc chi Xysticus. Xysticus grohi được Jörg Wunderlich miêu tả năm 1992.